# 江貴生
江貴生（英語：Kong Kwai-sang，1982年—），香港民主派人士，民協成員，前香港深水埗區議會李鄭屋選區議員。

## 政治生涯
由2016年起，江貴生開始出任深水埗李鄭屋選區的區議員，一直至今。
2019年11月24日，江貴生再次參與區議會選舉，在深水埗李鄭屋選區參選。結果得到4,127票，以逾千票之差，大勝僅得2,490票的西九新動力陳鏡秋，和僅得120票的林浩楠，成功連任。